# Acanthiza ewingii
La acantiza de Tasmania (Acanthiza ewingii) es una especie de ave Passeriformes, de la familia Pardalotidae, perteneciente al género Acanthiza. Es una pequeña ave insectívora, nativa de Australia, solo se encuentran en Tasmania y en las islas del Estrecho de Bass.

## Subespecies
- Acanthiza ewingii ewingii
- Acanthiza ewingii rufifrons